# Germaine Pottier-Alapetite
Germaine Pottier-Alapetite, née Germaine Louise Alphonsine Marie Alapetite le 12 juin 1894 à Arras et morte le 4 septembre 1971 à Échirolles,, est une professeure de botanique française.
Elle est l'autrice de nombreux ouvrages sur la botanique et la flore, notamment des deux derniers tomes de la Flore de Tunisie en trois volumes, le premier ayant été écrit par le docteur Auguste Cuénod, en collaboration avec elle et Augustin Labbe.

## Biographie
Elle est la fille de Gabriel Alapetite, résident général de France en Tunisie, ambassadeur à Madrid et Haut Commissaire du gouvernement en Alsace-Lorraine, et de Magdeleine Louise Etiennette Tenaille-Saligny.
Elle dirige le laboratoire de biologie végétale de la faculté des sciences de Tunis de 1947 à 1959. Elle quitte la Tunisie pour rejoindre l'université Joseph-Fourier de Grenoble jusqu'à sa mort.
« Épuisée par le travail et les longues séquelles d'un grave accident », elle meurt le 4 septembre 1971 à La Côte-Saint-André. Paul Ozenda lui rend l'hommage suivant : 

« Les botanistes tunisiens et français, et plus généralement tous ceux qui s'intéressent à la végétation du bassin méditerranéen, seront reconnaissants à Madame Pottier-Alapetite de leur avoir donné cet instrument de travail (la Flore de Tunisie) qui fera date dans l'étude botanique de l'Afrique du Nord. Mais à ses amis grenoblois qui l'ont vu travailler parmi eux pendant treize ans, elle a donné davantage peut-être : l'exemple d'une fermeté surmontant les épreuves morales et les plus graves soucis de santé, d'une volonté de travail défiant tous les obstacles, une grande leçon de courage et de confiance. »

## Contributions botaniques

### Taxon décrit
- Ajuga chamaepitys subsp. suffrutescens Pott.-Alap. ex Greuter & Burdet, 1985[7]

### Syntaxons décrits
- Carici-Anthyllidetum montanae Pottier-Alapetite 1942 ;
- Carici halleranae-Brometum Pottier-Alapetite 1942 emend. ;
- Carici humilis-Anthyllidetum montanae Pottier-Alapetite 1942 ;
- Myosotido siculae-Isoetetum velatae Pottier-Alapetite 1952 ;
- Plantagini serpentinae-Tetragonolobetumm aritimi Pottier-Alapetite 1942[8].

### Herbier
Son herbier est conservé à l'université Montpellier-II.

### Publications

#### Livres
- Recherches phytosociologiques et historiques sur la végétation du Jura central et sur les origines de la flore jurassienne, trois éditions entre 1942 et 1943.
- Auguste Cuénod, Germaine Pottier-Alapetite et Augustin Labbe, Flore analytique et synoptique de la Tunisie : cryptogames vasculaires gymnospermes et monocotylédones, vol. 1, Tunis, Imprimerie Sefan, 1954, 287 p. (lire en ligne).
- Flore de la Tunisie : angiospermes, dicotylédones, vol. 2 : Apétales-Dialypétales, Tunis, Ministère de l'Enseignement supérieur et de la Recherche scientifique/Ministère de l'Agriculture, 1979, 651 p. (lire en ligne).
- Flore de la Tunisie : angiospermes, dicotylédones, vol. 3 : Gamopétales, Tunis, Ministère de l'Enseignement supérieur et de la Recherche scientifique/Ministère de l'Agriculture, 1981, 1190 p. (lire en ligne).
- Nicholas Polunin (trad. Germaine Pottier-Alapetite, préf. Henri Gaussen), Éléments de géographie botanique, Paris, Gauthier-Villars, 1967, 533 p.

#### Articles
- « Les pâturages du centre de la Tunisie et leurs possibilités d'amélioration », Revue générale de botanique, no 55,‎ 1948, p. 1–13 (ISSN 0048-8097).
- « Stapeliees nord-africaines », Bulletin de la Société des sciences naturelles de Tunisie, vol. 2, no 1,‎ 1949, p. 53–56 (ISSN 1737-2127) (séance du 4 mai 1949).
- « Quelques espèces nouvelles pour la flore tunisienne », Bulletin de la Société botanique de France (es), vol. 96, nos 4-6,‎ 1949, p. 120–122 (ISSN 0037-8941).
- « Sur la flore des eaux acides de la Tunisie septentrionale », 70e Congrès de l'Association française pour l'avancement des sciences, comptes rendus et communications, vol. IV, no I,‎ 1951, p. 95–98.
- « Peuplement de la dorsale tunisienne », Comptes rendus des séances de la Société de biogéographie, no 252,‎ 1951, p. 82–92 (ISSN 0037-9018).
- « De quelques reliques tunisiennes », Bulletin de la Société des sciences naturelles de Tunisie, no IV,‎ 1951, p. 18–22 (ISSN 1737-2127).
- « Sur quelques points remarquables de la dorsale tunisienne », Bulletin de la Société des sciences naturelles de Tunisie, no V,‎ 1951, p. 205–207 (ISSN 1737-2127).
- « Deux plantes nouvelles pour l'Afrique », Bulletin de la Société botanique de France (es), no 99,‎ 1952, p. 250–252 (ISSN 0037-8941).
- « Note préliminaire sur l'Isoetion tunisien », Bulletin de la Société botanique de France (es), no 99,‎ 1952, p. 4–6 (ISSN 0037-8941).
- « Comment les plantes voyagent-elles ? », Bulletin de la Société des sciences naturelles de Tunisie, no V,‎ 1952, p. 65–72 (ISSN 1737-2127).
- « Sur quelques espèces rares de la flore tunisienne », Bulletin de la Société des sciences naturelles de Tunisie, no V,‎ 1952, p. 166–168 (ISSN 1737-2127).
- « L'île de Zembra : excursion phytosociologique », Mémoires de la Société des sciences naturelles de Tunisie, no 2,‎ 1954, p. 35–44 (ISSN 1737-2127).
- « Intérêt phytogéographique de la région de Sedjenane en Tunisie », Vegetatio (en), vol. VIII, no 3,‎ 1958, p. 177–180 (ISSN 0042-3106).

Pott.-Alap. est l’abréviation botanique standard de Germaine Pottier-Alapetite.
Consulter la liste des abréviations d'auteur en botanique ou la liste des plantes assignées à cet auteur par l'IPNI, la liste des champignons assignés par MycoBank, la liste des algues assignées par l'AlgaeBase et la liste des fossiles assignés à cet auteur par l'IFPNI.